# ماریا موریساوا
ماریا موریساوا (۲ نوامبر ۱۹۱۹ – ۱۰ ژوئن ۱۹۹۴) یک ژئومورفولوژیست آمریکایی بود. موریساوا بخش مهمی از انقلاب در این حوزه که در دهه ۱۹۵۰ آغاز شد، بود. او ژئومورفولوژی رودخانه‌ها، مناطق فعال گسل‌ها، تکتونیک صفحه‌ای، ژئومورفولوژی ساحلی، مخاطرات زمین‌شناسی، و ژئومورفولوژی محیطی را مطالعه کرد.

## اوایل زندگی و تحصیلات
موریساوا در ۲ نوامبر ۱۹۱۹ متولد شد و در تاریخ ۱۰ ژوئن ۱۹۹۴ در اثر تصادف تک‌خودرویی درگذشت. او در تولدو، اوهایو از پدری ژاپنی و مادری آمریکایی به دنیا آمد.
او در سال ۱۹۴۱ مدرک کارشناسی ریاضیات را از کالج هانتر با گرایش شیمی دریافت کرد. سپس مدرک کارشناسی ارشد الهیات را دریافت کرد و پس از آن به زمین‌شناسی روی آورد و مدرک کارشناسی ارشد خود را از دانشگاه وایومینگ در سال ۱۹۵۲ گرفت. او از سال ۱۹۵۵ تا ۱۹۵۹ در کالج برین ماور تدریس کرد.
در سال ۱۹۶۰، موریساوا دکترای خود را از دانشگاه کلمبیا دریافت کرد. آرتور نیوئل استرالر مشاور او در کار دکتری‌اش دربارهٔ ژئومورفولوژی کمی جریان‌های پنسیلوانیا بود. تمایل موریساوا به درک دنیای طبیعی در بررسی‌های علمی متنوع او نمایان می‌شود. او علاقه‌ای خاص به گیاهان، حیوانات، زیبایی و ارزش زیبایی‌شناسی مناظر داشت.

## حرفه
موریساوا در سال ۱۹۵۹ به عنوان استادیار در دانشگاه مونتانا فعالیت خود را آغاز کرد. پس از آن، از ۱۹۶۱ تا ۱۹۶۲ در واشینگتن، دی.سی. برای سازمان زمین‌شناسی ایالات متحده مشغول به کار بود. او از سال ۱۹۶۳ تا ۱۹۶۹ به تدریس در کالج انتیاک ادامه داد.
موریساوا به عنوان مشاور انجمن زمین‌شناسی آمریکا و انجمن کواترنری آمریکا فعالیت داشت. همچنین، او چندین بار به عنوان رئیس بخش زمین‌شناسی کواترنری و ژئومورفولوژی انجمن زمین‌شناسی آمریکا انتخاب شد.
به دلیل شهرت ملی و بین‌المللی موریساوا، دانشمندان از سراسر جهان برای مطالعات سبتیکال خود به بینگهمتون گرد هم می‌آمدند. در سال‌های ۱۹۸۷–۱۹۸۸، او جایزه فولبرایت را برای سخنرانی در هند دریافت کرد. در سال ۱۹۹۰، او به عنوان زمین‌شناس مقیم در کارلتون منصوب شد، پس از اینکه چندین دانشگاه از او درخواست همکاری کردند. در بینگهمتون، او خدمات خود را با کمک به مدیریت محیط زیست اهدا کرد. این خدمت مستمر منجر به این شد که موریساوا به یکی از مشارکت‌کنندگان کلیدی در نوشتن طرح جامع برای شهر وستال، نیویورک تبدیل شود.
موریساوا در سال ۱۹۶۰ به حوزه تخصصی خود پیوست، در آن زمان تعداد کمی از زنان در تحقیق و تدریس علوم در سطح دانشگاه مشغول بودند. او اولین زن رئیس بخش زمین‌شناسی کواترنری و ژئومورفولوژی (QG&G) بود و در طول حرفه‌اش به راهنمایی دانشمندان جوان‌تر پرداخت.
در طول حرفه‌اش در بینگهمتون، نیویورک، موریساوا همیشه درهای دفتر خود را برای دانشجویانش باز نگه می‌داشت تا در زمان ناهار، بحث‌هایی دربارهٔ جنبه‌های مختلف وضعیت زمین‌شناسی و ژئومورفولوژی انجام دهند. ماری علاقه زیادی به تدریس و مشارکت در بحث‌های زمین‌شناسی با دانشجویانش داشت.
ماری موریساوا هشت کتاب نوشت، از جمله ارزیابی چشم‌اندازهای رودخانه در سال ۱۹۷۱. او در سال ۱۹۸۶ مجله ژئومورفولوژی را تأسیس کرد و سردبیر ارشد آن بود.
او به عنوان اولین زن رئیس بخش زمین‌شناسی کواترنری و ژئومورفولوژی انجمن زمین‌شناسی آمریکا منصوب شد و به تأسیس سمپوزیوم‌های سالانه ژئومورفولوژی بینگهمتون کمک کرد.
برای به رسمیت شناختن دستاوردهای پژوهشی و آموزشی‌اش، او در سال ۱۹۹۲ جایزه مربی برجسته را از انجمن زنان زمین‌شناس دریافت کرد.

## تحقیقات
ماری موریساوا بخشی از انقلاب ژئومورفولوژی در دهه‌های ۱۹۵۰ و ۱۹۶۰ بود. این کار شامل اندازه‌گیری شیب‌ها و کانال‌های جریانی و درک رابطه آن‌ها با تأثیرات در مقیاس بزرگ‌تر می‌شد.
موریساوا بر روی شیب‌های توده‌ای در رشته‌کوه راکی تحقیقاتی انجام داد که شامل بررسی‌های مرتبط با ژئومورفولوژی بود. او همچنین یکی از بنیان‌گذاران ژئومورفولوژی محیطی به‌شمار می‌آید.